# Till Lenecke
Till Lenecke (* 7. Februar 1972 in Hamburg) ist ein deutscher Comiczeichner und Illustrator.

## Leben
Lenecke wuchs in Hamburg-Rissen auf. Er absolvierte eine Ausbildung zum Offsetdrucker, anschließend fuhr er als ein Mitglied der Stammbesatzung der Alexander von Humboldt zur See. Des Weiteren war er als Erzieher und Austräger tätig.
2011 zog er für ein Kommunikationsdesign-Studium von Hamburg nach Aachen. Im März 2014 wechselte er von dort an die Fachhochschule Münster, um bei Felix Scheinberger und Marcus Herrenberger einen Bachelor of Arts in Illustration abzulegen und arbeitet seitdem als selbstständiger Zeichner.

## Werke (Auswahl)

### Comics
- DDRland. Selbstverlag 2013.[4]
- Auf Kaperfahrt mit Störtebeker. Hinstorff, Rostock 2016, ISBN 978-3356020403.[5]
- JUGEND. Hinstorff, Rostock 2019, ISBN 978-3356022353.

### Illustrierte Monografien
- Kreuzfahrt – Meine Zeit als Deckshand auf der Sea Cloud. Selbstverlag 2014.
- Hidden and Lost Places. Deutscher Architektur Verlag, Münster 2016. ISBN 978-3946154129.[6][7]
- Urban Sketching Bremen. Carl Schünemann Verlag, Bremen 2016. ISBN 978-3960470021.[3][8]
- Münster – Ein illustrierter Spaziergang. Deutscher Architektur Verlag, Münster 2017. ISBN 978-3946154143.[9]
- OL – Mit dem Skizzenbuch durch Oldenburg. Isensee Verlag, Oldenburg 2020. ISBN 978-3730816127.[10]
- Münsterland – Eine illustrierte Reise. Deutscher Architektur Verlag, Münster 2021. ISBN 978-3946154600.
- Wie kommt die Farbe in den Eimer?. Brillux GmbH & Co KG, Münster 2022. ISBN 978-3000703201.

### Beiträge
- Andrea Baron und Kai Splittgerber, Helden der Kindheit. Edition Büchergilde, Frankfurt am Main 2013. ISBN 978-3864060311.
- Felix Scheinberger und Sabrina Naundorf, Schaurigschöne Spukgeschichten für schwarze Nächte. Rowohlt, Reinbek 2014, ISBN 978-3499214820.
- Levin Kurio und Josef Rother, HORRORSCHOCKER Grusel Gigant 1. Weissblech Comics, Langenhagen 2016, ISBN 978-3869590479.
- Levin Kurio und Josef Rother, HORRORSCHOCKER Grusel Gigant 2. Weissblech Comics, Langenhagen 2017, ISBN 978-3869590516.
- Levin Kurio und Josef Rother, HORRORSCHOCKER Grusel Gigant 3. Weissblech Comics, Langenhagen 2017, ISBN 978-3869590561.
- Levin Kurio und Josef Rother, HORRORSCHOCKER Grusel Gigant 4. Weissblech Comics, Langenhagen 2017, ISBN 978-3869590622.

## Auszeichnungen
- Helmut Rhode Förderpreis 2017 (Anerkennung)[11]
- Stadtzeichner Stipendium der Heimkehr Wohnungsgenossenschaft eG Hannover 2018
- Eisenbacher Dorfschreiber-Stipendium 2021[12]